# Abderrahmane Derouaz
Abderrahmane Derouaz (ar. عبد الرحمن درواز; ur. 12 grudnia 1955 w Algierze) – algierski piłkarz grający na pozycji prawego obrońcy. W swojej karierze rozegrał 22 mecze w reprezentacji Algierii.

## Kariera klubowa
W swojej karierze piłkarskiej Derouaz grał w klubie USM Algier.

## Kariera reprezentacyjna
W reprezentacji Algierii Derouaz zadebiutował w 1979 roku. W tym samym roku powołano go do kadry na Igrzyska Olimpijskie w Moskwie i Puchar Narodów Afryki 1980. Na tym turnieju zagrał w dwóch meczach: grupowym z Gwineą (3:2), półfinałowym z Egiptem (2:2, k. 4:2). Z Algierią wywalczył wicemistrzostwo Afryki. W kadrze narodowej grał do 1980 roku. Wystąpił w niej 8 razy.